# Section du Bonnet-Rouge
Pour les articles homonymes, voir Bonnet rouge.
La section du Bonnet-Rouge, où section de la Croix-Rouge, était, sous la Révolution française, une section révolutionnaire parisienne.

## Représentants
Elle était représentée à la Commune de Paris par :
- Pierre François Devaux, né à Goupillières (Calvados) le 9 septembre 1741, jardinier-fleuriste demeurant 950 rue Plumet. Il est guillotiné le 11 thermidor an II (29 juillet 1794).
- Adrien Nicolas Gobeau, né à Vincennes en 1768, demeurant 497 rue de La Planche (en 1792) puis 530 rue de la Chaise (en 1794). Substitut provisoire de l'accusateur public près le Tribunal criminel du Département de Paris, il est guillotiné le 10 thermidor an II (28 juillet 1794),
- Alexis Roland Marie Godefroy, né en 1743, négociant demeurant 961 rue de Sèvres.Il est commissaire aux Comptes de la Commune.

## Historique
La section du Bonnet-Rouge se nomma tout d’abord « section de la Croix-Rouge », elle prit le nom de Bonnet-Rouge en octobre 1793 (parfois « section du Bonnet-de-la-Liberté »), puis « section de l'Ouest » en mai 1794.

## Territoire
Il correspondait au carrefour de la Croix-Rouge avec les rues de Varenne, de Sèvres, de Babylone et du Cherche-Midi.

## Limites
La rue de Vaugirard, à gauche, depuis la barrière jusqu’à la rue du Regard, à gauche, jusqu’à la rue du Cherche-Midi ; la rue du Cherche-Midi à gauche, jusqu’à la Croix-Rouge ; la Croix-Rouge, à gauche, jusqu’à la rue de Grenelle ; la rue de Grenelle, à gauche, jusqu’à la rue de Bourgogne ; la rue de Bourgogne, à gauche, jusqu’à la rue de Varenne ; la rue de Varenne, à gauche, depuis la rue de Bourgogne jusqu’au boulevard ; le boulevard, à gauche, depuis la rue de Varenne jusqu’à la rue de Sèvres ; la rue de Sèvres, à gauche, depuis le boulevard jusqu’à la barrière ; les murs depuis la barrière de Sèvres jusqu’à celle de Vaugirard.

## Intérieur
Les rues de Varenne, de La Planche, de la Chaise ; partie de celle du Bac, de la rue de Grenelle à la rue de Sèvres ; les rues Hillerin-Bertin, de Babylone, Plumet, de Monsieur, Rousselet, Traverse, des Brodeurs, de Sèvres, Barouillère, Saint-Romain, Saint-Maur, Saint-Placide, du Petit-Bac, des Vieilles-Tuileries, du Petit-Vaugirard, de Bagneux, de Ravel, etc. ; et généralement tous les rues, culs-de-sac, places, etc., enclavés dans cette limite.

## Local
La section du Bonnet-Rouge se réunissait dans l’église du couvent des Prémontrés, qui se situait à l'angle de la rue de Sèvres et de la rue du Cherche-Midi.

## Population
16 744 habitants, dont 1 670 ouvriers et 2 037 économiquement faibles. La section comprenait 1 600 citoyens actifs.

## 9 Thermidor an II
Lors de la chute de Robespierre, le 9 thermidor an II (27 juillet 1794), la section du Bonnet-Rouge soutint la Convention nationale, à l’exception de deux de ses représentants, Devaux et Gobeau, qui soutinrent la Commune de Paris et furent guillotinés.

## Évolution
Après le regroupement par quatre des sections révolutionnaires par la loi du  19 vendémiaire an IV (11 octobre 1795) qui porte création de 12 arrondissements, la présente section est maintenue comme subdivision administrative, puis devient, par arrêté préfectoral du 10 mai 1811, le quartier de Saint-Thomas-d'Aquin (10e arrondissement de Paris).